# Empress of the Seas
Empress é um navio cruzeiro pertencente, desde 2021, à empresa indiana Cordelia Cruises.
Inicialmente operado pela Royal Caribbean International, entrou em operações nos anos 1990 e também navegou pela Pullmantur Cruceros.
No período em que esteve sob a bandeira da empresa espanhola, realizou diversas temporadas no Brasil.

## História
Originalmente batizado Nordic Empress, entrou em operação para a Royal Caribbean International em 1990. Foi renomeado Empress of the Seas nos anos 2000, antes de ser transferido para a Pullmantur Cruceros em 2008. 
Subsidiária espanhola da própria Royal Caribbean, a Pullmantur recebeu o navio em uma troca em que abriu mão de dois de seus navios, o Blue Dream e o Blue Moon, para receber tanto o Empress como o Zenith, da Celebrity Cruises - outra marca do mesmo grupo. 
Durante sua passagem pela Pullmantur, realizou cruzeiros no Mediterrâneo, na América do Sul, no Caribe e também no Norte da Europa. 
Em 2012, se tornou o primeiro navio da frota a receber as novas cores e o novo logotipo da Pullmantur.
Em março de 2016, voltou a fazer parte da frota da Royal Caribbean International, realizando uma série de roteiros para o Caribe - que incluíam escala em Cuba. 
Com a pandemia de COVID-19, acabou vendido para a Cordelia Cruises da Índia. Atualmente realiza cruzeiros no Oriente Médio e na Índia partindo de portos como Mumbai, Goa e Cochim.